# VI. García navarrai király
VI. (Újjáépítő, Helyreállító) García Ramirez (?, 1110-es évek vagy 1112 –‎ Lorka/Lorca, 1150. november 21.) a Pamplonai Királyság (halála után Navarrai Királyság) a Ximena-házból (más írásmód szerint a Jimena-házból avagy Jiménez-házból) származó királya (1134–1150). A forrásmunkák túlnyomó többsége őt n e m VI. García, hanem IV. García királyként jelöli, mert az Arista–Iñiga-ház két, García nevű uralkodóját nem ismerik el királynak. (E szerint a számozás szerint I. García a 931-től 970-ig uralkodott III. García, II. García a 994-től 1000-ig uralkodott IV. (Félénk) García, III. García pedig az 1035-től 1054-ig uralkodott V. (Nájerai) García volt.)

## Származása
VI. García dédapja V. (Nájerai) García Sánchez pamplonai király volt (ur. 1035–1054). Nagyapja Sancho infáns (?–1083, egy forrásmű szerint Sancho Garcés) , Sanguesa és Uncastillo ura, V. (Nájerai) García Sánchez házasságon kívül született fia. Apja, Ramiro Sánchez (1057?–1116), Monzón ura volt, édesanyja, Krisztina (?–?), pedig a korszak legendás hőse, az "El Cid" néven emlegetett lovag, Rodrigo Diaz de Vivar (1043? 1044? – 1099) lánya.

## Trónra jutása
1134-ben, amikor a Navarrai-házból származó I. (Harcos) Alfonz (1073–1134) aragóniai és pamplonai király (1104–1134) belehalt egy, a mórok elleni csatában szerzett sebesülésébe, a pamplonai nemesség nem fogadta el végakaratát, amelyben a gyermektelen uralkodó lovagrendekre kívánta hagyni birodalmát. A navarraiak fellázadtak e döntés ellen. Úgy döntöttek, hogy visszatérnek a trónutódlás ősi vonalához, és ezért García Ramirezt, az 1000-től 1035-ig uralkodott III. (Nagy) Sancho pamplonai király egyenes ági leszármazottját választották Pamplona királyává. Ezzel egyúttal helyreállították a IV. (Peñaléni) Sancho Garcés király halála (1076) óta Aragónia által uralt Pamplonai Királyság függetlenségét. I. Alfonz öccse, II. Ramiro (1075?–1137?), az új aragóniai király (1134–1137) elfogadta a navarraiak döntését.

## Uralkodása
VI. García meg tudta őrizni a királyság függetlenségét, mert ügyesen lavírozott a hatalmas szomszédok – Kasztília és León és Aragónia – között. Segítette Kasztíliát a mórok elleni harcokban, és második felesége, Urraca (1126?–1189?) a Burgundiai-házból származó VII. (Császár) Alfonz (1105–1157), Kasztília és León királyának (1126–1157) a lánya volt. VI. García ügyes diplomáciájának eredményeként 1149-ben békét kötött az Urgell-házból származó IV. Rajmund Berengárral, Barcelona grófjával és Aragónia hercegével, aki Petronila aragóniai királynő férjeként a királyság tényleges ura volt. Mindezek dacára a Navarra soha nem nyerte vissza azt a jelentőségét, szerepét, amit a Pamplonai Királyság különösen III. (Nagy) Sancho uralkodása idején töltött be.

## Utódlása
VI. García utóda első házasságából született fia, Sancho (1132?–1194) lett. Ő lett VI. (Bölcs) Sancho lett (1150–1194); az első olyan uralkodó, akit már nem Pamplona, hanem Navarra királyának neveztek. 